# 中间派联盟
中间派联盟（希臘語：Ένωση Κεντρώων，羅馬化：Enosi Kentroon，缩写为EK）是希腊的中间派政党，成立于1992年3月2日。该党自成立以来，一直由瓦西利斯·列文蒂斯领导。在2015年9月希腊立法选举中，该党获得9个议会席位，首次进入希腊议会。该党的意识形态是中间主义和韦尼泽洛斯主义。